# Stolin
Stolin (in bielorusso Сто́лін?) è una città della Bielorussia, situata nella regione di Brėst.